# Movistar Open 2007
Movistar Open 2007 — профессиональный мужской теннисный турнир, проводимый в чилийском городе Винья-дель-Мар на открытых кортах с грунтовым покрытием.
В 2007 году соревнования прошли в 14-й раз, в этом сезоне относясь к базовой категории турниров ATP Тура. Соревнования прошли с 29 января по 4 февраля, открывая февральскую серию турниров на данном покрытии в регионе.
Прошлогодними чемпионами являются:
- одиночный турнир —  Хосе Акасусо
- парный турнир —  Хосе Акасусо /  Себастьян Прието

## Соревнования

### Одиночный турнир
Луис Орна обыграл  Николаса Массу со счётом 7-5, 6-3.
- Орна выигрывает 1-й титул в сезоне и 2-й за карьеру в основном туре ассоциации.
- Массу уступает 1-й финал в сезоне и 9-й за карьеру в основном туре ассоциации.

### Парный турнир
Пауль Капдевиль /  Оскар Эрнандес обыграли  Альберта Монтаньеса /  Рубена Рамиреса Идальго со счётом 4-6, 6-4, [10-6].
- Капдевиль с первой попытки побеждает в финале соревнования основного тура ассоциации, Эрнандес затрачивает на это две попытки.
- Представитель Чили выигрывает домашний турнир в этом разряде впервые в истории.